# برنامج البراكين العالمي

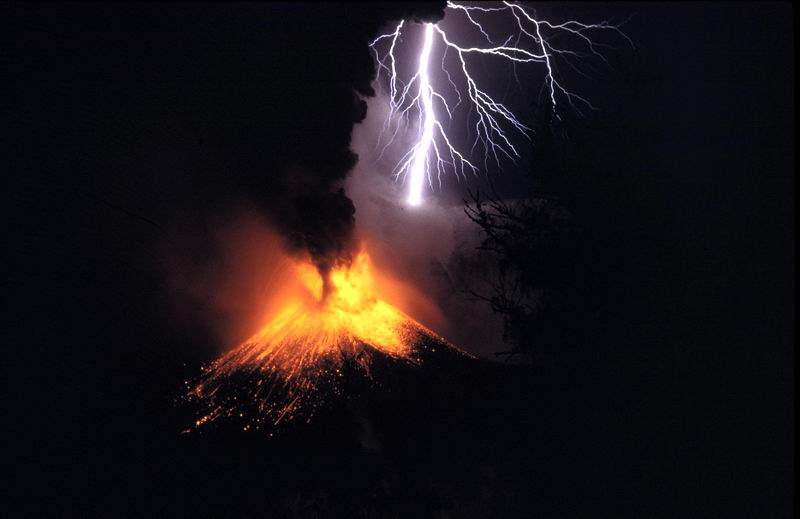
ثورة بركان جبل رينجاني في إندونيسيا عام 1995.

يستخدم برنامج البراكين العالمي (GVP) الخاص بمؤسسة سميثسونيان لتوثيق البراكين على سطح الأرض وتاريخها من ناحية الثوران على مدار العشرة آلاف عام الأخيرة. كما يقدم برنامج البراكين العالمي التقرير حول ثورات البراكين الحالية من مختلف أرجاء العالم بالإضافة إلى الاحتفاظ بمستودع قاعدة بيانات حول البراكين النشطة وثوراتها. وبتلك الطريقة، يتم تقديم سياق عالمي عام للبراكين النشطة في مختلف أرجاء الكوكب. وتعود التقارير التي تصدرها مؤسسة سميثسونيان حول الأنشطة البركانية الحالية إلى عام 1968، مع ظهور مركز الظواهر قصيرة الأجل (CSLP). وبرنامج البراكين العالمي مقره في إدارة العلوم المعدنية، وهي جزء من المتحف الوطني للتاريخ الطبيعي، في المول الوطني في واشنطن العاصمة.
وخلال المراحل المبكرة للثورة، يقوم برنامج البراكين العالمي بدور مركز تبادل المعلومات للتقارير والبيانات والصور التي تكون متراكمة من شبكة عالمية من المساهمين. وتتم إدارة التدفق المبكر للمعلومات بحيث يتم الاتصال بالأشخاص المناسبين بالإضافة إلى المساعدة في توضيح الأوجه الغامضة والمتضاربة التي تثار في الغالب أثناء أول أيام الثورة.
كما يقوم برنامج البراكين العالمي كذلك بتوثيق آخر 10 آلف عام من النشاط البركاني على وجه البسيطة. ويمكن أن توجه الأنشطة التاريخية المنظورات المتعلقة بالأحداث المستقبلية والبراكين التي يبدو أنها نشطة. وتمثل قواعد بيانات البراكين والثورات لتابعة لبرنامج البراكين العالمي أساسًا لكل البيانات الإحصائية التي تتعلق بالمواقع والتكرارات والقوة للثورات البركانية على الأرض خلال آخر 10 آلاف عام. وقد تم نشر إصدارين من كتاب البراكين العالمية (سيميكين وآخرون، 1981، وسيميكين وسيبرت، 1994) اعتمادًا على البيانات والتفسيرات الصادرة عن برنامج البراكين العالمي.

## وصلات خارجية
- Global Volcanism Program
- Global Volcanism Program Facebook page
- Global Volcanism Program blog on Wordpress